# Fujia, Shandong
Fujia (kinesiska: 傅家镇, 傅家) är en köping i Kina. Den ligger i provinsen Shandong, i den östra delen av landet, omkring 89 kilometer öster om provinshuvudstaden Jinan. Antalet invånare är 67 652. Befolkningen består av 31 646 kvinnor och 36 006 män. Barn under 15 år utgör 14,0 %, vuxna 15-64 år 78 %, och äldre över 65 år 6,0 %.
Genomsnittlig årsnederbörd är 769 millimeter. Den regnigaste månaden är juli, med i genomsnitt 284 mm nederbörd, och den torraste är januari, med 7 mm nederbörd.